# Azules de Veracruz
Los Azules de Veracruz fue un equipo que participó en la Liga Mexicana de Béisbol con sede en la Ciudad de México, México.

## Historia
Los Azules de Veracruz fue un equipo de béisbol que jugó en la Liga Mexicana de Béisbol de 1940 a 1951. Fueron campeones en 1940, 1941, 1944 y 1951. A pesar del nombre, el equipo siempre jugó en la Ciudad de México, pero su dueño, el magante veracruzano Jorge Pasquel, decidió llamarlo de esa manera.
Fue considerado por los cronistas del béisbol mexicano al equipo de 1941, como el mejor en la historia de la Liga Mexicana. Y tuvo entre sus filas a jugadores de la talla de Julio "Jiquí" Moreno, el prospecto más famoso que hubo en América Latina en toda la historia, pitcher derecho cubano, quien había impuesto todos los récords imaginables para un pitcher en la famosa Liga Nacional de Béisbol Amateur. Así como Vernon Stephens, considerado el mejor shortstop de las dos ligas grandes y que era gran estrella con los Cafés de San Luis.

### Año por año
Récord año por año:
| Año  | Récord | Posición | Mánager                                                               | Resultado |
| ---- | ------ | -------- | --------------------------------------------------------------------- | --------- |
| 1940 | 61-30  | 1        | Jorge Pasquel                                                         | Campeones |
| 1941 | 67-35  | 1        | Lázaro Salazar                                                        | Campeones |
| 1942 | 39-46  | 6        | Agustín "Pijini" Bejerano                                             |           |
| 1943 | 39-51  | 5        | Gustavo Buenrostro / Horacio Hernández                                |           |
| 1944 | 52-37  | 1        | Rogers Hornsby / Ramón Bragaña                                        | Campeones |
| 1945 | 42-48  | 5        | Ramón Bragaña                                                         |           |
| 1946 | 41-57  | 7        | Ramón Bragaña / Mickey Owen / José Luis "Chile" Gómez / Jorge Pasquel |           |
| 1947 | 52-67  | 6        | Chile Gómez / Red Steiner                                             |           |
| 1948 | 43-43  | 5        | Adolfo Luque                                                          |           |
| 1949 | 42-42  | 4        | Salvador Hernández                                                    |           |
| 1950 | 34-50  | 7        | Ramón Bragaña                                                         |           |
| 1951 | 49-35  | 1        | Ángel Castro / Jorge Pasquel                                          | Campeones |

## Estadio
Los Azules tuvieron como casa el Parque Delta con capacidad para 20,000 espectadores.

## Jugadores

### Roster actual
Por definir.

### Jugadores destacados
- Martín Dihigo.
- Lázaro Salazar.
- Joshua Gibson.
- James "Cool Papa" Bell.(1)
- Ángel Castro.(2)
- Ramón Bragaña.(3)
- José Luis "Chile" Gómez.
- Fermín Vázquez.

### Números retirados
Ninguno.

### Novatos del año
- 1940  Laureano Camacho.

### Campeones Individuales

#### Campeones Bateadores
| Año  | Nombre                         | Porcentaje |
| ---- | ------------------------------ | ---------- |
| 1940 | James Cool ""Papa"" Bell(1)(4) | .437       |
| 1942 | Monford Irvin                  | .397       |
| 1948 | Raymond "Mamerto" Dandridge    | .369       |
| 1951 | Ángel Castro(2)                | .354       |

#### Campeones Productores
| Año  | Nombre                         | Producidas |
| ---- | ------------------------------ | ---------- |
| 1940 | James Cool ""Papa"" Bell(1)(4) | 79         |
| 1941 | Joshua Gibson                  | 124        |
| 1943 | Raymond "Mamerto" Dandridge    | 70         |
| 1944 | Salvador Hernández             | 97         |
| 1950 | Ángel Castro                   | 68         |
| 1951 | Ángel Castro(2)                | 79         |

#### Campeones Jonroneros
| Año  | Nombre                         | Jonrones |
| ---- | ------------------------------ | -------- |
| 1940 | James Cool ""Papa"" Bell(1)(4) | 12       |
| 1941 | Joshua Gibson                  | 33       |
| 1942 | Monford Irvin                  | 20       |
| 1944 | Salvador Hernández             | 13       |
| 1950 | Ángel Castro                   | 10       |
| 1951 | Ángel Castro(2)                | 22       |

#### Campeones de Bases Robadas
| Año  | Nombre           | Bases |
| ---- | ---------------- | ----- |
| 1944 | Silvio García(5) | 31    |
| 1945 | Silvio García    | 40    |

#### Campeones de Juegos Ganados
| Año  | Nombre           | Récord |
| ---- | ---------------- | ------ |
| 1944 | Ramón Bragaña(3) | 30-8   |

#### Campeones de Efectividad
| Año  | Nombre        | Porcentaje |
| ---- | ------------- | ---------- |
| 1940 | Ramón Bragaña | 2.58       |
| 1946 | Max Lanier    | 1.93       |

#### Campeones de Ponches
| Año  | Nombre           | Ponches |
| ---- | ---------------- | ------- |
| 1944 | Ramón Bragaña    | 144     |
| 1947 | Booker McDaniels | 127     |

#### Campeones de Juegos Salvados
| Año | Nombre  | Juegos |
| --- | ------- | ------ |
| NA  | Ninguno | NA     |

1 Ganador de la triple corona de bateo en la temporada 1940.
2 Ganador de la triple corona de bateo en la temporada 1951.
3 Posee el récord de 30 victorias en una sola temporada.
4 Comenzó la temporada con Torreón.
5 Comenzó la temporada con el México.